# 直江津港
直江津港（なおえつこう）は、新潟県上越市にある港湾。港湾管理者は新潟県。
港湾法上の重要港湾、港則法上の特定港に指定されているほか、日本海側拠点港のうち液化天然ガス部門の拠点港として新潟港と共に指定されている。

## 概要

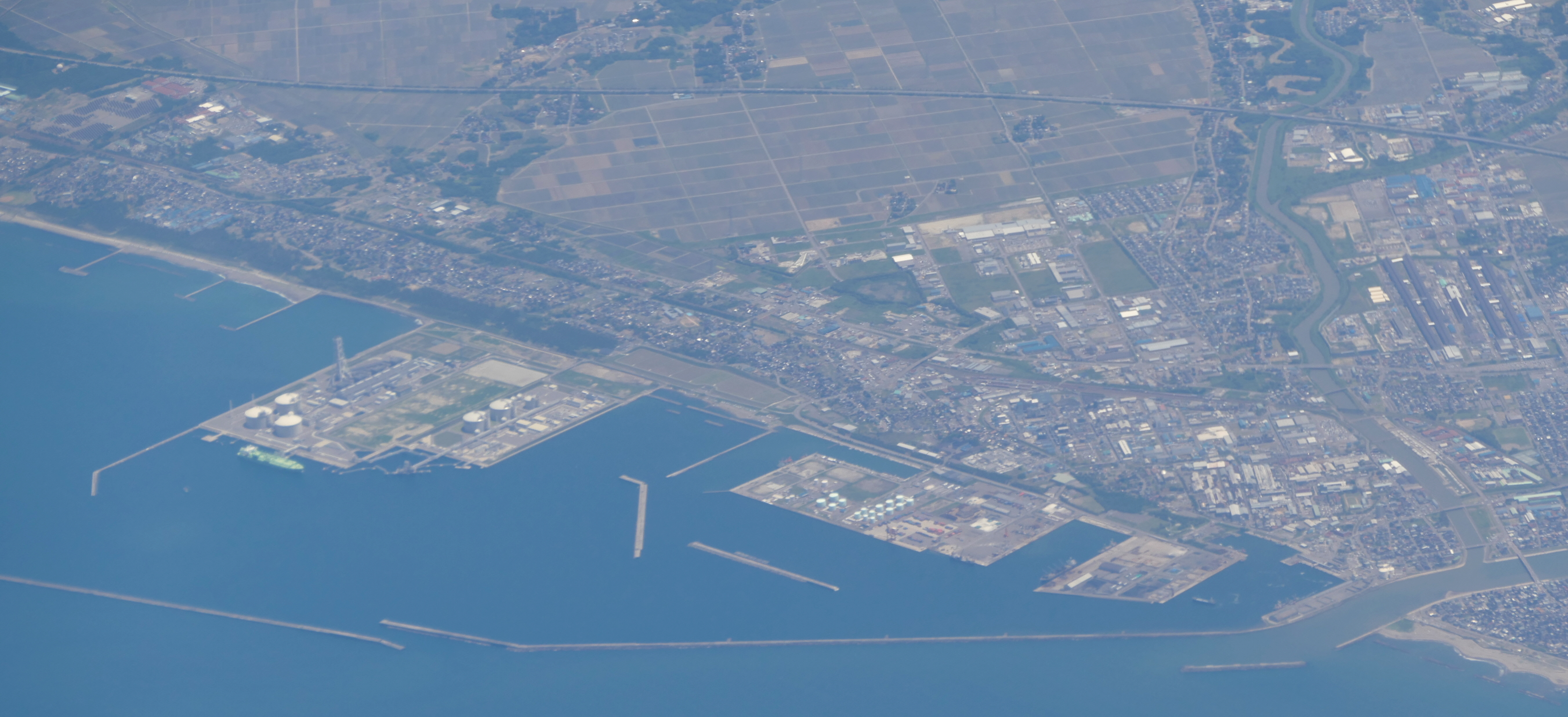
空から見た直江津港。左から順に荒浜埠頭、東埠頭、中央埠頭、西埠頭。

関川河口に開設された（1960年に分離）。古くから重要な港湾として栄えており、最近までは北海道、佐渡島、九州への重要航路の拠点として賑わっていたが、近年は国内航路の廃止や減便が相次ぎ、国際貿易港ではあるものの貨物の取扱量も年々減少するなど暗い話題が多かった。しかしながら、2012年には中部電力による火力発電所が営業を開始したほか、2014年には国際石油開発帝石によるLNG受入基地が稼動する予定となっており、地元ではエネルギー港湾としての活路に期待を寄せている。また、かつての拠点性を取り戻すべくさまざまな取り組みが行われている。
2019年には国土交通省の釣り文化振興モデル港に指定された

## 定期旅客航路

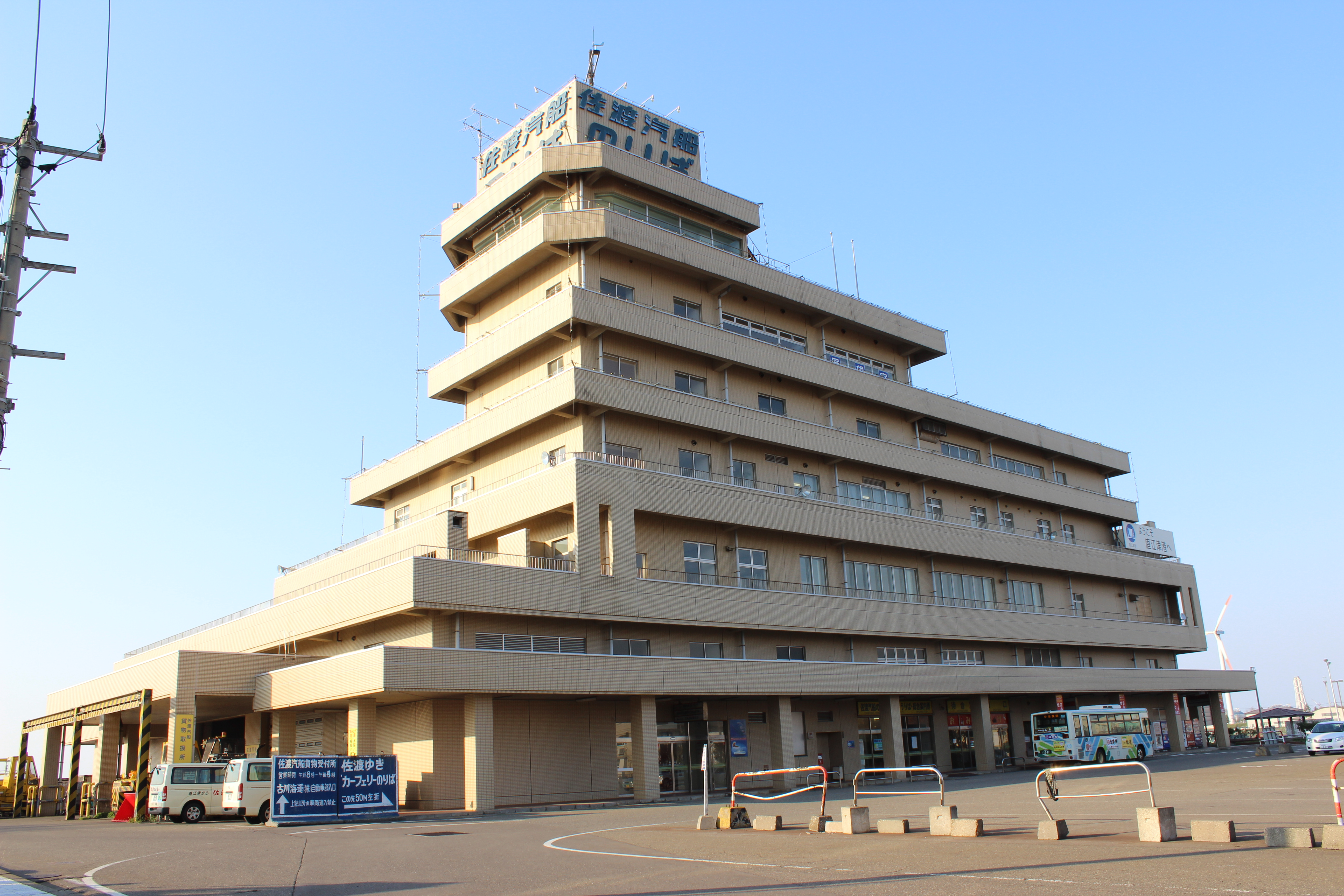
佐渡汽船 直江津港ターミナル

- 直江津港～小木港（佐渡汽船）(冬期運休)

## 定期コンテナ航路
- 釜山航路（週２便、運航会社：長錦商船、高麗海運、天敬海運、汎洋商船）

## 沿革
- 古代より越後国の重要な港として栄える。
- 室町時代から三津七湊の1つ。

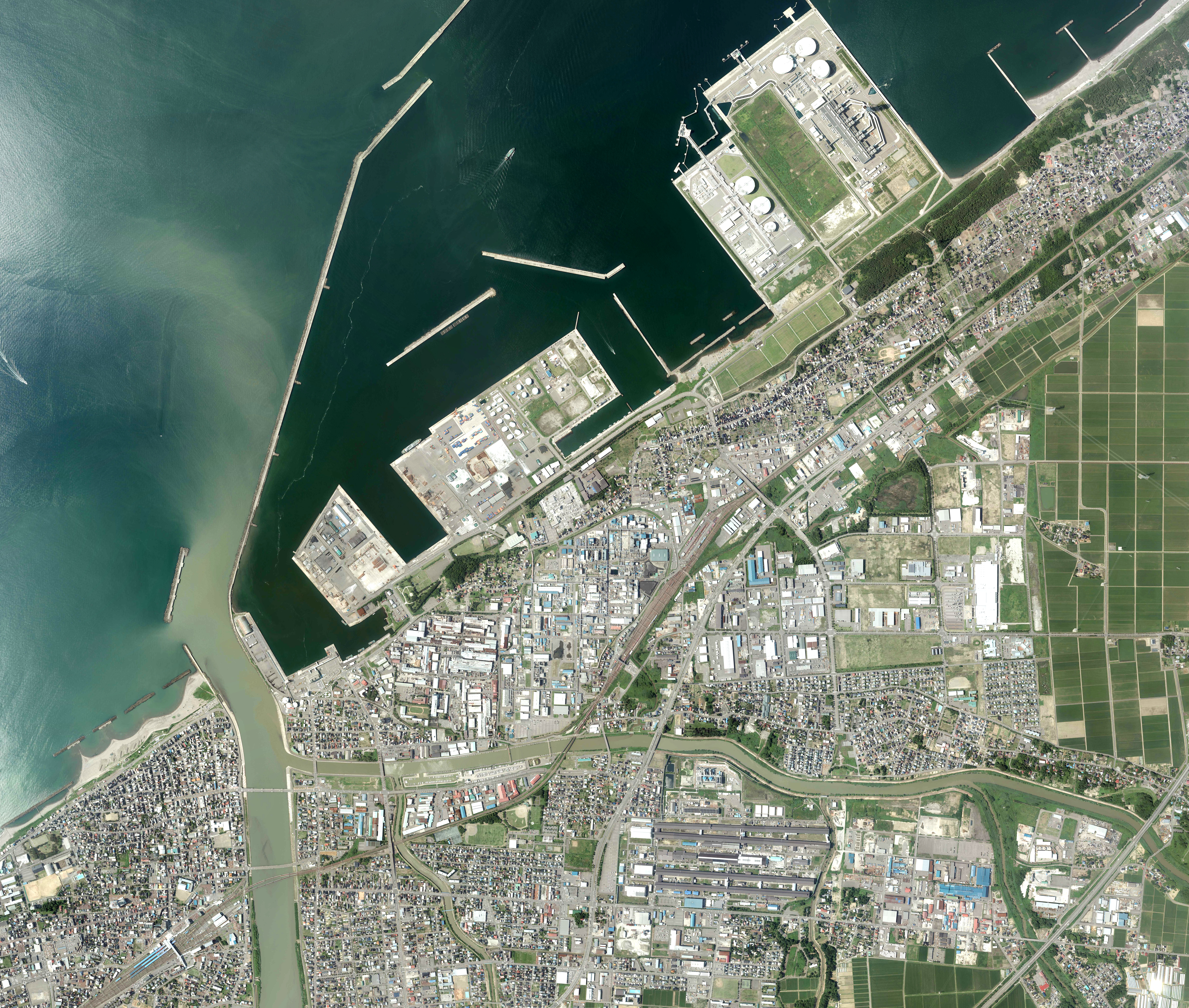
直江津港周辺の空中写真。
2017年7月8日撮影の12枚を合成作成。
。

- 1892年（明治25年）佐渡（小木港）との定期航路開設。
- 1948年（昭和23年）7月15日 港則法に基づく港域指定を受ける[4]。
- 1949年（昭和24年）4月15日 直江津 - 小木航路にみゆき丸（6.7 t）が隔日就航[5]。
- 1951年（昭和26年）
  - 3月22日 直江津港修復に長野県が45万円を寄付[5]。
  - 9月22日 重要港湾に指定[4]。
- 1952年（昭和27年）6月 港湾法に基づき新潟県が直江津港の港湾管理者となる[4]。
- 1953年（昭和28年）9月17日 港湾運送事業法に基づく港湾指定を受ける[4]。
- 1955年（昭和30年）3月 関川河口分流案が港湾計画審議会で可決される[4]。
- 1957年（昭和32年）1月21日 直江津港湾協会設立[6]。
- 1958年（昭和33年）11月2日 関川との河口分離工事に着手[7]。
- 1960年（昭和35年）
  - 3月1日 関川との河口分離完成[8]。
  - 9月10日 植物防疫法に基づく特定港指定[4]。
- 1964年（昭和39年）
  - 10月1日 検疫法に基づく検疫港指定[4]。
  - 10月10日 臨港地区に指定される[9]。
- 1966年（昭和41年）4月1日 - 国際貿易港に指定される[7]。
- 1970年（昭和45年）
  - 5月27日 直江津 - 小木航路のみゆき丸がカーフェリー化される[10]。
  - 6月1日 港則法に基づく特定港に指定される[9]。
- 1977年（昭和52年）
  - 5万トン級岸壁完成。
  - 4月11日 初の5万t級貨物船「ポリヒメニア号」入港[11]。
- 1988年（昭和63年）6月28日 南埠頭旅客（佐渡汽船）ターミナルビル完成[12]
- 1989年（平成元年）4月29日 佐渡航路にジェットフォイル「みかど」就航[13]。
- 1990年（平成 2年）7月19日 東日本フェリーによる室蘭港・岩内港（共に北海道）との定期航路開設[14]。
- 1995年（平成 7年）
  - 4月27日 燻蒸施設完成[15]。
  - 6月7日 初の国際コンテナ輸送船が入港（直江津港と丹東港〔中華人民共和国〕とを結ぶ不定期コンテナ航路が開設）[16]。
  - 10月30日 釜山定期コンテナ航路開設[14]。
  - 11月2日 25tタワークレーン導入[16]。
- 1996年（平成 8年）4月9日 九越フェリーによる博多港（九州）との定期航路開設[14]。(1998年から東日本フェリーによる博多－直江津－室蘭の直行運航となる)
- 1998年（平成10年）11月10日 丹東・大連定期コンテナ航路開設[14]。
- 1999年（平成11年）
  - 荒浜ふ頭地区埋立事業埋立工事現地着工。
  - 8月7日 ガントリークレーン設置[17]。
- 2000年（平成12年）東日本フェリーによる岩内港への定期航路休止(その後廃止）
- 2003年（平成15年）佐渡航路のジェットフォイル廃止。
- 2004年（平成16年）上越火力発電所用地69.4ha埋立竣功。
- 2006年（平成18年）東日本フェリーによる室蘭港（北海道）、博多港（九州）との定期航路が休航。
- 2007年（平成19年）
  - 中部電力上越火力発電所工事着工。
  - 帝国石油（現国際石油開発帝石）によるLNG受入基地建設計画が発表される。
  - 休航中の東日本フェリー航路が廃止。
- 2008年（平成20年）
  - 佐渡航路1隻化（従来2隻）に伴い減便となる（冬期は年末年始を除き運休となる）。
  - LNG受入基地建設用地1期分18.1haの埋立竣功。（第2期7.1haは2009年中に埋立竣功予定）
- 2012年（平成24年）中部電力上越火力発電所１号系統営業運転開始。
- 2013年（平成25年）国際石油開発帝石直江津LNG基地営業運転開始。
- 2015年（平成27年）佐渡汽船による高速船あかねが就航。2往復（冬期は年末年始を除き運休）。
- 2016年（平成28年）荒浜埠頭第3東防波堤が釣り場として開放される。

## 主な埠頭
埠頭のほとんどがべて公有水面埋立てにより建設されている。原則として立入禁止であるが、フェンスのないところでは釣り人の姿を見かけることができる。

### 西埠頭
- 現在の直江津港で最も古い。
- かつて黒井駅からの臨港線が存在していた。

### 中央埠頭
- タイヤマウント式ジブクレーンが配置されている。

### 東埠頭
- 2007年まで東日本フェリーターミナルがあった。
- ガントリークレーンが設置されている[1]。
- コンテナターミナルがある。
- 耐震強化岸壁がある。

### 荒浜埠頭
- 直江津港で最も新しい埠頭。
- 東側ではJERA・東北電力の上越火力発電所がある[1]。
- 西側は国際石油開発帝石による直江津LNG基地がある[1]。
- 火力発電所東側の第3東防波堤は、2016年より釣り場として開放されている。

## 交通アクセス
- 直江津駅から北東へ約2 km（直線距離：約1.5 km）
- 頸城自動車 1・2 上越大通り線 「直江津港」バス停から徒歩すぐ[18]。
- 佐渡汽船の発着時刻に合わせて上越妙高駅東口・直江津駅北口と港を結ぶ直行バス（4 佐渡汽船連絡バス）も運行されている[18]。

## 長野県交付金
直江津港の港湾管理者は新潟県であるが、直江津港利用者には多くの長野県内関係者が含まれていることから、長野県では直江津港整備のため、交付金を支出している。2002年の田中康夫知事時代にいったん廃止されたものの2007年より復活した。現在は再び廃止されている。